# 봉호로
 봉호로(Bongho-ro)는 경상북도 의성군 봉양면에서 예천군 호명읍까지 이어주는 도로이다.

## 주요 경유지
경상북도
- 의성군 (봉양면 - 안평면 - 신평면) - 예천군 (지보면 - 호명읍)

## 노선
| 이름              | 접속 노선                     | 소재지 | 소재지 | 비고 |
| ----------------- | ----------------------------- | ------ | ------ | ---- |
| (이름없음)        | 도리원길                      | 의성군 | 봉양면 |      |
| 온천삼거리        | 국도 제5호선 (경북대로)       | 의성군 | 봉양면 |      |
| 도옥교            |                               | 의성군 | 안평면 |      |
| 박곡교            |                               | 의성군 | 안평면 |      |
| (이름없음)        | 지방도 제912호선 (안평의성로) | 의성군 | 안평면 |      |
| 검실재            |                               | 의성군 | 안평면 |      |
| (이름없음)        | 지방도 제912호선 (안신로)     | 의성군 | 신평면 |      |
| 청운교            |                               | 의성군 | 신평면 |      |
| 구담교            |                               | 안동시 | 풍천면 |      |
| (이름없음)        | 지방도 제916호선 (지풍로)     | 예천군 | 호명읍 |      |
| 산합1교           |                               | 예천군 | 호명읍 |      |
| 제2행정타운네거리 | 도청대로                      | 예천군 | 호명읍 |      |
| 산합 교차로       | 산합길                        | 예천군 | 호명읍 |      |
| 홍구동 교차로     | 지방도 제924호선 (풍산테사로) | 예천군 | 호명읍 |      |
| 호명교            |                               | 예천군 | 호명읍 |      |
| 오천교            |                               | 예천군 | 호명읍 |      |
| 서당마 교차로     | 서당마길                      | 예천군 | 호명읍 |      |
| 남본교            |                               | 예천군 | 호명읍 |      |
| 월포 교차로       | 웅비로                        | 예천군 | 호명읍 |      |
| (이름없음)        | 양궁로                        | 예천군 | 호명읍 |      |
| 양궁로와 직결     |                               |        |        |      |

## 주요 건물 및 시설
- 경북소프트웨어고등학교 (봉호로 14/화전리 75-1)
- 봉양중학교 (봉호로 14/화전리 75-1)
- 농협 의성중부 농협 안평지점 (봉호로 879/괴산리 731)
- 의성안평우체국 (봉호로 918/박곡리 950-9)
- 안평초등학교 신평분교장 (봉호로 2436/교안리 270)
- 의성신평우체국 (봉호로 2446-2/교안리 755-3)
- 신평보건지소 (봉호로 2446-3/교안리 755-2)
- 신평치안센터 (봉호로 2446-6/교안리 756-4)